# Bertil Lundman
Bertil Johannes Lundman, född 28 september 1899 i Malmö, död 5 november 1993 i Uppsala, var en svensk antropolog. 

## Biografi
Bertil Lundman var son till postmästaren i Malmö Fredrik Lundman och hustrun Elin, född Björkman. 
Efter studentexamen vid Västerås högre allmänna läroverk skrevs han 1921 in vid Uppsala universitet där han avlade en fil kand-examen i  botanik, geografi och meteorologi 1925. 1935 avlade han en teologie kandidatexamen. 1945 disputerade han för filosofie doktorsgraden med avhandlingen Dalaallmogens antropologi, och 1947–1970 upprätthöll han en docentur i fysisk antropologi.
Han var hedersledamot i Geografiska föreningen vid Uppsala universitet från 1966 fram till sin död.
Hans testamenterade medel var grunden till bildandet av Stiftelsen Extensus år 1994, som stödjer forskning och kunskapsspridning inom växtekologi.
Lundman ligger begravd på Uppsala gamla kyrkogård.

## Forskning
Lundman tillämpade med vissa modifikationer den traditionella indelningen av människoraserna, men talade redan på 1930-talet om populationer ("folkstockar"), och bestämde raserna utifrån jämförelsevis enhetliga befolkningar i stället för typer som i äldre antropologi – vilken han beskrev som "närsynt skallmätande" - och föregrep på så vis det moderna studiet av människan. 
Lundman fortsatte dock att använda ordet ras i sina arbeten ända in på 1970-talet. I Jordens människoraser och folkstammar från 1943 hävdade han att så kallad "rasblandning" mellan romer och svenskar gav upphov till "fysiskt svaga, neurasteniska, ja, sinnessjuka individer" och argumenterade för att "zigenare" och "tattare" borde "avskiljas ur den svenska folkkroppen". I Geographische Anthropologie från 1967 menade han att svarta människor var mindre intelligenta än vita, och att detta berodde på deras genetiska arv.
Historikern Martin Ericsson konstaterar i sin bok Vetenskapen som försvann att Lundman var den av de svenska rasforskarna på 1900-talet som "förde fram de mest rasistiska kunskapsanspråken". Enligt Ericsson stod Lundman för en historieuppfattning där "'nordiska' människor placerades högst upp, och genom att koppla samman den nordiska rasen med den yngre stenålderns indo-europeiska ”erövrare” kom hans historieskrivning att i vissa drag påminna om den nazistiska ariermyten".
Föreningen Heimdal i Uppsala gav 1939 ut en omfattande årsbok där Bertil Lundman medverkade på sidorna 26-27: "Det hela torde ligga så till, att de nordiska stammar, som bildade urindoeuropéerna, varit skarpt medvetna om sin psykiska och fysiska överlägsenhet och ej tolererat någon uppblandning. (...) Ett inslag av zigenarblod även i stark utblandning verkar ofta rent förstörande på individens moraliska (mindre dess intellektuella) halt. (...) Pro primo kan tyvärr rashygienen knappast komma mycket längre än att den håller de värsta graderna av urartning någorlunda tillbaka." 
Under arbetet med sin doktorsavhandling, som omfattade en antropologisk undersökning av Dalarnas befolkning, ansåg sig Lundman ha upptäckt en i Sverige tidigare okänd ras med sannolik härstamning från Cro Magnon-kulturen, den så kallade tydalsrasen, uppkallad efter en norsk by, där den tidigare studerats av norska antropologer. I fråga om yttre rastecken har Lundman i övrigt bland annat konstaterat en skillnad i skallhöjd (ej att förväxla med skallängd) mellan västeuropeiska (så kallade atlantiska) och östeuropeiska (så kallade kaspiska) populationer. Under slutet av sin karriär intresserade sig Lundman för blodgrupperna och gjorde en populationsindelning baserad på blodalleler.
Med utgångspunkt från redan känt material utredde och beskrev Lundman Sveriges antropologiska förhållanden och spårade olika typer (utseenden) inom den nutida befolkningen till forntida grupper. Redan före sin stora folktypsundersökning i Dalarna, med enligt egen uppgift över 11000 skallmätningar, tyckte han sig konstatera förekomsten av en blond rastyp som han kallade "västmanlandstypen",  vilken den tyske antropologen Fritz Paudler tidigare upptäckt och beskrivit som identisk med den tyska så kallade fäliska rasen. 
Viss uppmärksamhet väcktes av Lundmans omstridda beskrivning av resandefolket ("tattarna") som en blandpopulation av romer och socialt utslagna svenskar.
Lundman var kritisk till rasbiologen Herman Lundborg ("entusiastisk men korttänkt person utan större vetenskaplig förmåga") och sin samtida kollega, den amerikanske antropologen Carleton S. Coon ("förvirrad systematik").
På 1950-började rasbegreppet ifrågasättas och Lundmans forskning kritiseras av principiella skäl. Han anses vara den siste svenske antropologen som baserat sin forskning på rasism. I vart fall i slutet av sitt liv tog Lundman "helt avstånd från" rasism.
| ”                                              | "Negrerna äro jordens mest utpräglade driftmänniskor, en ras av stora ouppfostrade barn, som mindre än andra besväras av några hämningar. Niggern tar dagen som den kommer, skriker, pratar och flabbar med sin breda humor och njuter av alla de fröjder, som ögonblicket kan giva. En motgång kastar honom bokstavligen till marken, han vrålar och sliter sig i håret som en besatt i vildaste förtvivlan. Ögonblicket därefter är dock det hela glömt, och allt är som vanligt. Negerns sanguiniska temperament innesluter mycken godmodighet och vid lämplig behandling kan han bli en mycket trogen tjänare. En sådan natur är naturligtvis även en utmärkt slav, som, frånsett enstaka utbrott, väl finner sig i sitt öde, ja t o m är flabbig i slavhandlarens kedjor. Någon högre och självständigare kulturutveckling kan ju naturligtvis däremot icke förekomma hos dessa stundens lidelsefulla barn. Väl kunna de hastigt och motståndslöst efterapa, vad de sett av högre kultur, så långt de förstå det." | „ |
| – Lundman, Nutidens människoraser, s 62, 1946. | |   |

Under slutet av sin aktiva tid ansågs han ibland av studenter vara något av en kuf. I en intervju för Kyrkans Tidning år 1987 uttalade han sig för en selektiv invandringspolitik som innebar ett nej till färgad invandring.